# 上山盆地
上山盆地(かみのやまぼんち)は、山形県南東部に位置する盆地である。

## 特徴など
とても小さい。北にある山形盆地の約20分の1しかない。国道13号、奥羽本線・山形新幹線が縦断。南に米沢盆地がある。奥羽山脈と朝日山地の谷間にある。小さいながらも山形新幹線にかみのやま温泉駅がある。

## 市
- 上山市